# Ploufragan
Ploufragan [plufʁaɡɑ̃] est une commune française située près de Saint-Brieuc en Bretagne dans le département des Côtes-d'Armor.

## Toponymie
Le nom de la localité est attesté sous les formes Plofragan en 1167, Ploufragan en 1230, Ploefragan en 1368, Plefragan en 1369, Parochia de Ploefragan en 1371, Plouffragan en 1427, Pluffragan en 1477 et en 1480, Plouffragan en 1513, Plufragan en 1536, Ploffragan en 1575, Ploufragan en 1622.
En breton, Ploufragan signifie le Plou de Fragan. Plou désigne une paroisse, tandis que Lan désigne un ermitage (ex : Landivisiau, Langueux). Quant à Fragan, il s'agit sans doute de saint Fragan.
| Trémuson La Méaugon | Plérin       | Saint-Brieuc |
| Saint-Donan         | Ploufragan   | Trégueux     |
| Plaine-Haute        | Saint-Julien | Plédran      |

## Histoire

### Origines préhistoire et antiquité gallo romaine
La commune de Ploufragan recèle plusieurs monuments mégalithiques qui dénotent une occupation dès la Préhistoire, au moins depuis le Néolithique. Une riche villa d'un citoyen romain d'origine gauloise, proche de Corseuil ainsi que Gouarec, fut retrouvée sur la commune. Sur l'emprise de la fouille, les premières traces d'implantations humaines remontent à la période gauloise ancienne. Elles consistent en un enclos fossoyé et plusieurs fosses qui correspondent aux vestiges d'un premier habitat réalisé en matériaux périssables (bois et terre). Au cours du Ier siècle de notre ère, un établissement gallo-romain, délimité par des fossés orientés selon les points cardinaux, fait son apparition. Il s'agit d'une ferme qui évolue au fil des années pour aboutir à la création d'une grande et luxueuse villa, dont certains murs reprendront l'emplacement de fossés antérieurs. La dernière occupation, postérieure à l'époque gallo-romaine, se signale par des fossés parcellaires, dont certains coupent des murs de la villa. La villa s'organise en U autour d'une cour centrale. Elle se déploie sur 65m de long et dispose d'une entrée à l'est figurée par les vestiges d'un porche. Cette entrée est elle-même précédée par un chemin qui se raccordait à une voie. La villa de Ploufragan se présente comme un assemblage de pavillons, reliés par des galeries couvertes, qui correspondent à la partie résidentielle. à l'ouest, on observe notamment une grande salle en abside, caractéristique des IIIe et IVe siècles, dans laquelle le propriétaire recevait ses hôtes et clients. Cette salle d'apparat est précédée d'un vestibule communiquant avec un portique de façade à l'ouest, un ensemble de salles, dont une circulaire, peut correspondre à des thermes.

### LeXXesiècle

#### Les guerres du XXe siècle
Le monument aux Morts porte les noms de 168 soldats morts pour la Patrie :
- 148 sont morts durant la Première Guerre mondiale.
- 17 sont morts durant la Seconde Guerre mondiale.
- 1 est mort durant la Guerre d'Algérie.
- 2 sont morts durant la Guerre d'Indochine.

Le 22 août 1944, 19 corps furent exhumés d'une fosse commune de la forêt de Lorge. C'était ceux de 19 résistants FTPF (fusillés le 6 mai 1944 au camp de manœuvre des Croix en Ploufragan, qui avaient été condamnés à mort par un tribunal allemand la veille à Saint-Brieuc.
Sous le titre « Douze terroristes condamnés à mort dans les Côtes-du-Nord », le journal L'Ouest-Éclair, alors journal collaborationniste, écrit dans son édition du 9 mai 1944 : « Le 6 mai, une cour martiale allemande a condamné à mort douze terroristes convaincus d'attaques contre l'armée d'occupation, d'assassinats d'un feldgendarme et de soldats français. On leur reprochait en outre des attentats à la dynamite contre des immeubles abritant des services allemands et des actes de sabotage ayant occasionné des déraillement et causé de graves dégâts, enfin des cambriolages de mairies, de magasins et de fermes ».
Ces résistants étaient originaires des régions de Callac, Lannion, Guingamp, Ploumilliau et Maël-Carhaix.
Le lendemain sept résistants membres du groupe FTP « La Marseillaise », de Plouaret, arrêtés le 23 avril 1944, jugés à Plounévez-Moëdec furent exécutés au camp de manœuvre des Croix en Ploufragan. Le journal L'Ouest-Éclair écrit le 10 mai 1944 sous le titre « Sept terroristes sont exécutés à Saint-Brieuc » : « Sept terroristes habitant les Côtes-du-Nord ont été jugés par une cour martiale allemande et condamnés à mort. La sentence a été exécutée. Les accusés étaient des auteurs de sabotages sur les voies ferrées, d'incendies volontaires et de plusieurs autres méfaits. Ils étaient en outre détenteurs d'armes, de munitions et d'explosifs ».

## Héraldique et identité visuelle de la ville

### Blason
| Blason | Blasonnement : D'azur aux trois coquilles d'argent, au chef cousu de gueules chargé de trois mâcles d'or. |

### Logo de la ville

Ancien logo de la ville de Ploufragan (1995-2016)
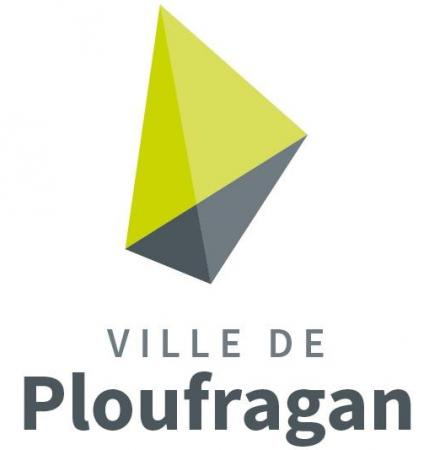
Logo actuel de la ville de Ploufragan (2016-)

## Géographie

### Communes limitrophes
| La Méaugon - Trémuson | Plérin       | Saint-Brieuc |
| Saint-Donan           | Ploufragan   | Trégueux     |
| Plaine-Haute          | Saint-Julien | Plédran      |

### Hydrographie
Pour un article plus général, voir Réseau hydrographique des Côtes-d'Armor.
La commune est située dans le bassin Loire-Bretagne. Elle est drainée par le Gouët, le ruisseau de l'Étang des châtelets, le Gouédic et un autre petit cours d'eau,.
Le Gouët, d'une longueur de 47 km, prend sa source dans la commune du Haut-Corlay et se jette  dans la baie de Saint-Brieuc en limite de Plérin et de Saint-Brieuc, après avoir traversé 16 communes.  Les caractéristiques hydrologiques du Gouët sont données par la station hydrologique située sur la commune. Le débit moyen mensuel est de 2,06 m3/s. Le débit moyen journalier maximum est de 29,2 m3/s, atteint lors de la crue du 7 février 2014. Le débit instantané maximal est quant à lui de 36,3 m3/s, atteint le même jour.
Un plan d'eau complète le réseau hydrographique : le barrage de St Barthélémy, d'une superficie totale de 78,9 ha (32,72 ha sur la commune),.

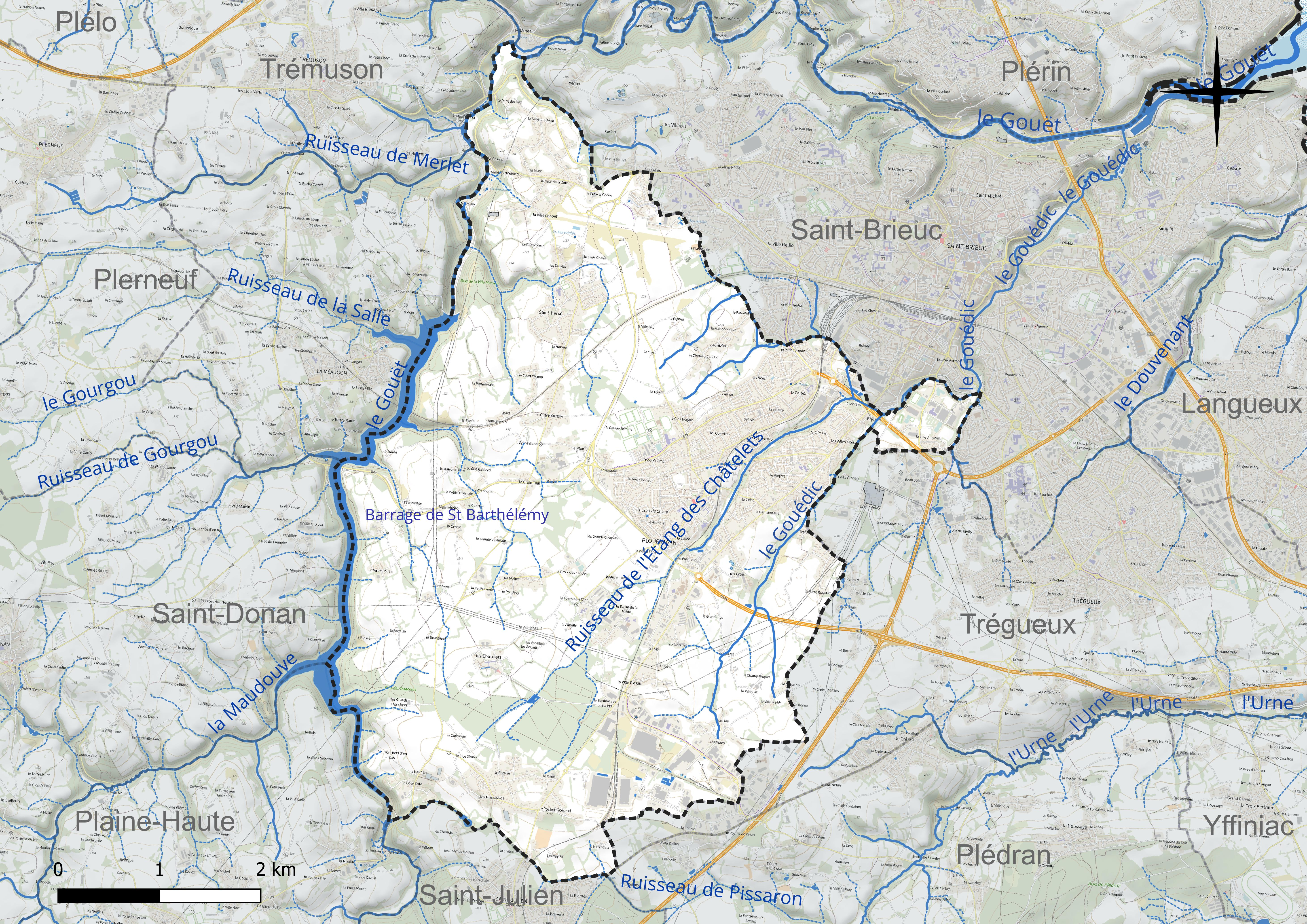
Réseau hydrographique de Ploufragan.

### Climat
Pour des articles plus généraux, voir Climat de la Bretagne et Climat des Côtes-d'Armor.
En 2010, le climat de la commune est de type climat océanique franc, selon une étude du CNRS s'appuyant sur une série de données couvrant la période 1971-2000. En 2020, Météo-France publie une typologie des climats de la France métropolitaine dans laquelle la commune est exposée à un climat océanique et est dans la région climatique  Finistère nord, caractérisée par une pluviométrie élevée, des températures douces en hiver (6 °C), fraîches en été et des vents forts. Parallèlement l'observatoire de l'environnement en Bretagne publie en 2020 un zonage climatique de la région Bretagne, s'appuyant sur des données de Météo-France de 2009. La commune est, selon ce zonage, dans la zone « Intérieur  », exposée à un climat médian, à dominante océanique.  
Pour la période 1971-2000, la température annuelle moyenne est de 11,1 °C, avec une amplitude thermique annuelle de 11,5 °C. Le cumul annuel moyen de précipitations est de 800 mm, avec 13 jours de précipitations en janvier et 6,7 jours en juillet. Pour la période 1991-2020, la température moyenne annuelle observée sur la station météorologique la plus proche, située sur la commune de Trémuson à 6 km à vol d'oiseau, est de 11,4 °C et le cumul annuel moyen de précipitations est de 757,3 mm,. Pour l'avenir, les paramètres climatiques de la commune estimés pour 2050 selon différents scénarios d’émission de gaz à effet de serre sont consultables sur un site dédié publié par Météo-France en novembre 2022.

## Urbanisme

### Typologie
Au 1er janvier 2024, Ploufragan est catégorisée grand centre urbain, selon la nouvelle grille communale de densité à sept niveaux définie par l'Insee en 2022.
Elle appartient à l'unité urbaine de Saint-Brieuc, une agglomération intra-départementale regroupant neuf  communes, dont elle est une commune de la banlieue,,. Par ailleurs la commune fait partie de l'aire d'attraction de Saint-Brieuc, dont elle est une commune du pôle principal,. Cette aire, qui regroupe 51 communes, est catégorisée dans les aires de 200 000 à moins de 700 000 habitants,.

### Occupation des sols
L'occupation des sols de la commune, telle qu'elle ressort de la base de données européenne d’occupation biophysique des sols Corine Land Cover (CLC), est marquée par l'importance des territoires agricoles (59,6 % en 2018), en diminution par rapport à 1990 (66,7 %). La répartition détaillée en 2018 est la suivante : 
zones agricoles hétérogènes (27,1 %), terres arables (26,4 %), zones urbanisées (17,6 %), forêts (10,1 %), zones industrielles ou commerciales et réseaux de communication (8,4 %), prairies (6,1 %), espaces verts artificialisés, non agricoles (2,8 %), eaux continentales (1,5 %). L'évolution de l’occupation des sols de la commune et de ses infrastructures peut être observée sur les différentes représentations cartographiques du territoire : la carte de Cassini (XVIIIe siècle), la carte d'état-major (1820-1866) et les cartes ou photos aériennes de l'IGN pour la période actuelle (1950 à aujourd'hui).

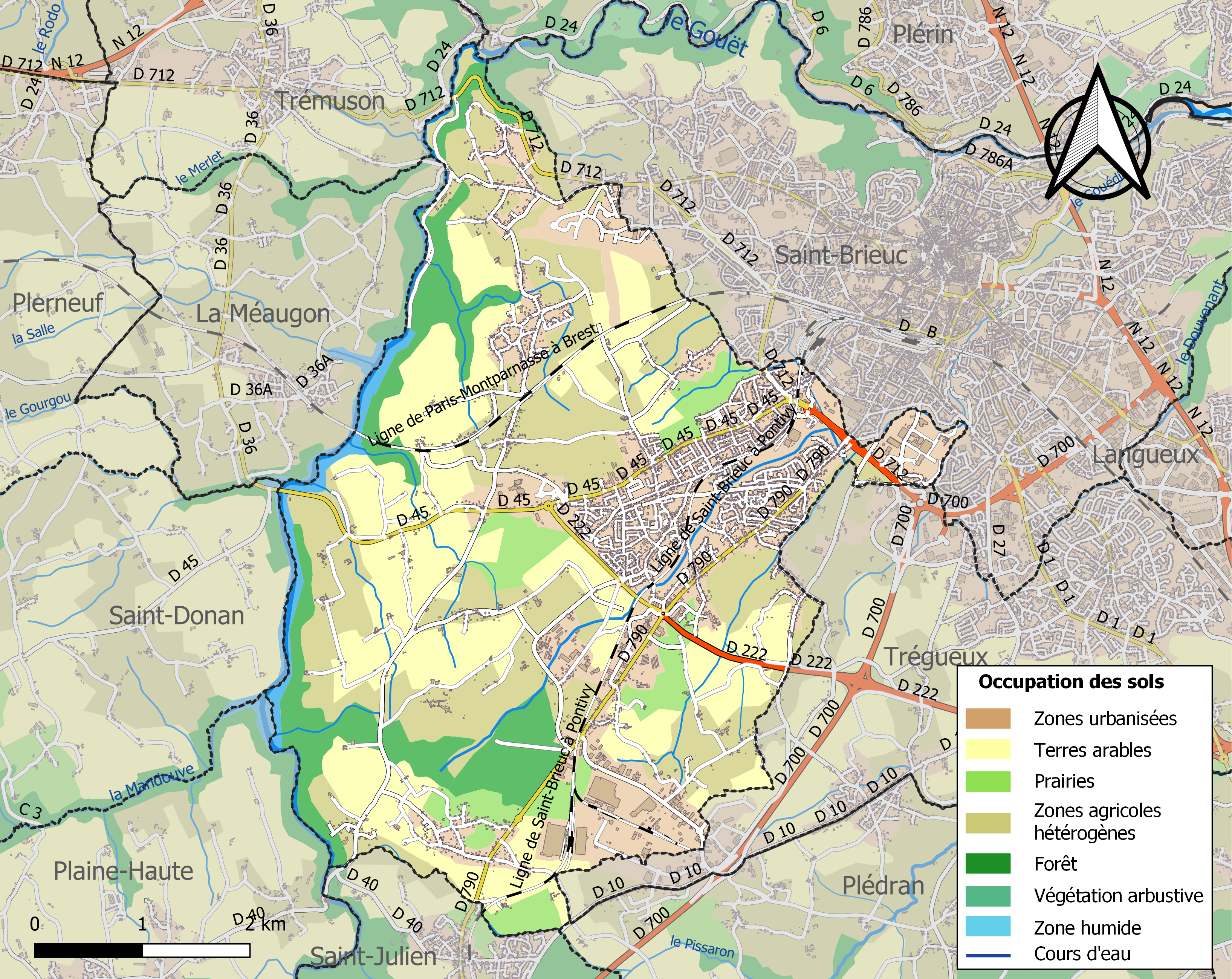
Carte des infrastructures et de l'occupation des sols de la commune en 2018 (CLC).
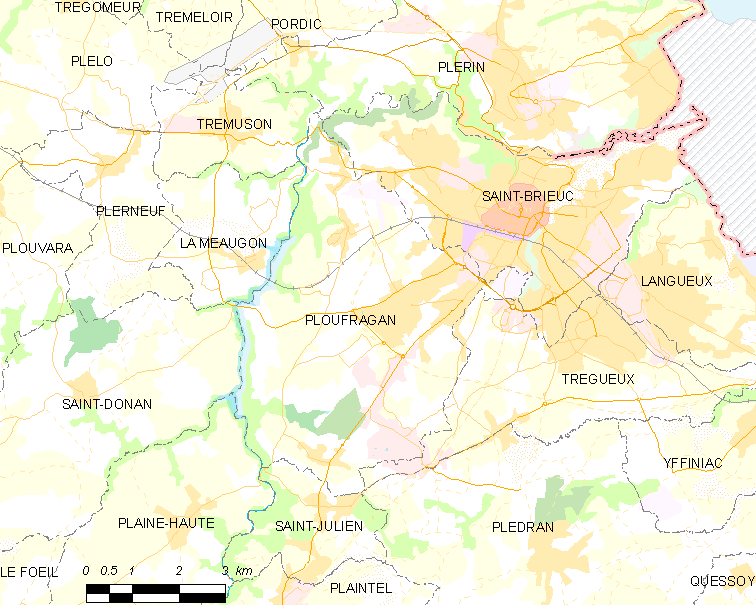
Carte de la commune.

### Projets d'aménagement

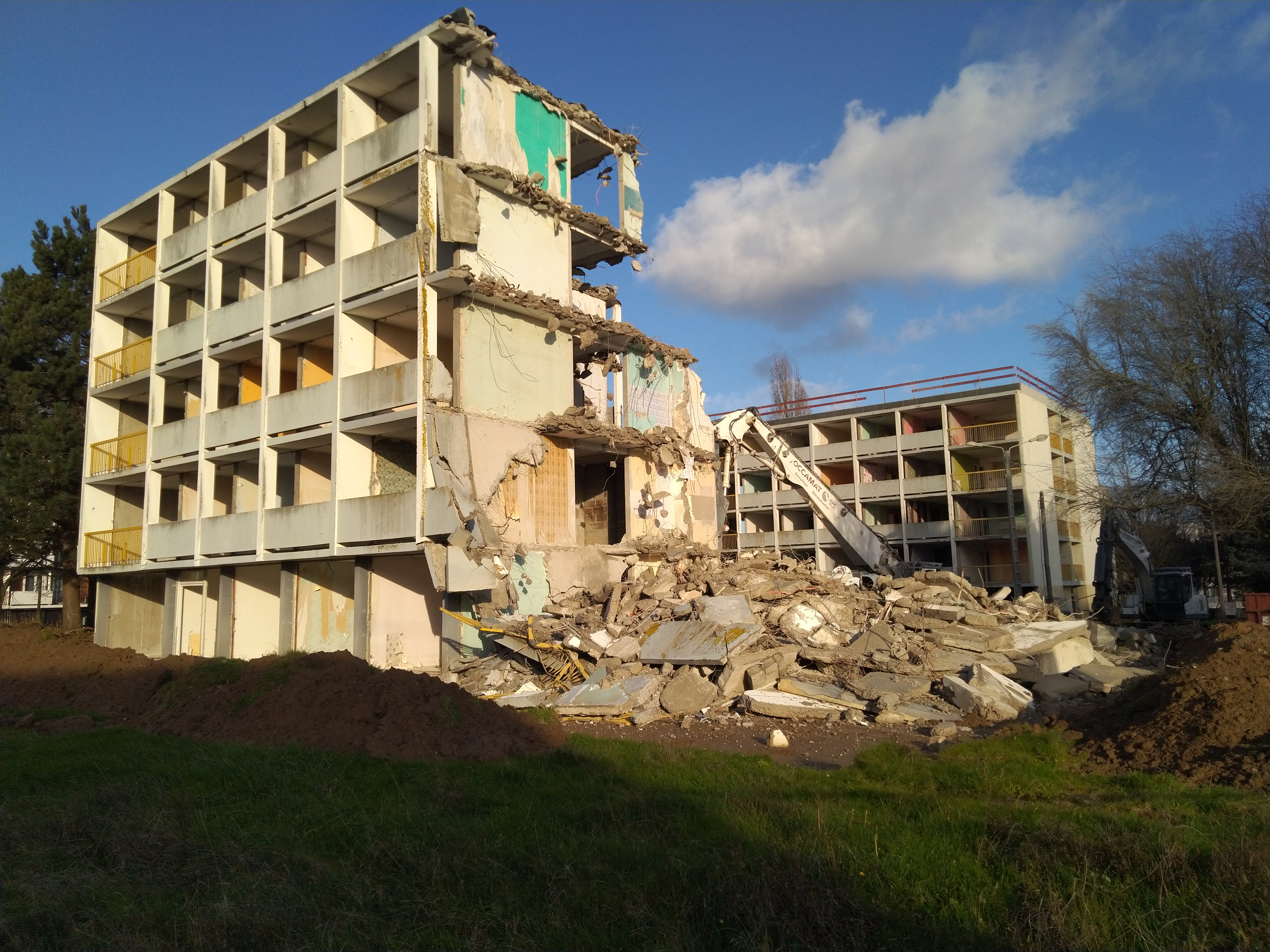
Démolition au quartier Iroise, en 2019.

Plusieurs immeubles du quartier Iroise (près du centre-ville) sont prévus pour la démolition dans le cadre d'un projet de réhabilitation du quartier. Classé prioritaire, il compte près de 800 habitants en 2018.

## Démographie
Ses habitants sont appelés les Ploufraganais.
L'évolution du nombre d'habitants est connue à travers les recensements de la population effectués dans la commune depuis 1793. Pour les communes de plus de 10 000 habitants les recensements ont lieu chaque année à la suite d'une enquête par sondage auprès d'un échantillon d'adresses représentant 8 % de leurs logements, contrairement aux autres communes qui ont un recensement réel tous les cinq ans,.

En 2022, la commune comptait 11 347 habitants, en évolution de −0,45 % par rapport à 2016 (Côtes-d'Armor : +1,78 %, France hors Mayotte : +2,11 %).
| 1793  | 1800  | 1806  | 1821  | 1831  | 1836  | 1841  | 1846  | 1851  |
| ----- | ----- | ----- | ----- | ----- | ----- | ----- | ----- | ----- |
| 2 020 | 1 852 | 1 969 | 2 252 | 2 581 | 2 467 | 2 458 | 2 596 | 2 493 |

| 1856  | 1861  | 1866  | 1872  | 1876  | 1881  | 1886  | 1891  | 1896  |
| ----- | ----- | ----- | ----- | ----- | ----- | ----- | ----- | ----- |
| 2 536 | 2 494 | 2 604 | 2 573 | 2 642 | 2 785 | 2 793 | 2 904 | 2 779 |

| 1901  | 1906  | 1911  | 1921  | 1926  | 1931  | 1936  | 1946  | 1954  |
| ----- | ----- | ----- | ----- | ----- | ----- | ----- | ----- | ----- |
| 2 733 | 2 716 | 2 720 | 2 685 | 2 785 | 2 904 | 3 131 | 3 259 | 3 511 |

| 1962  | 1968  | 1975  | 1982   | 1990   | 1999   | 2006   | 2011   | 2016   |
| ----- | ----- | ----- | ------ | ------ | ------ | ------ | ------ | ------ |
| 4 022 | 5 109 | 8 395 | 10 289 | 10 583 | 10 579 | 10 935 | 11 234 | 11 398 |

| 2021   | 2022   | - | - | - | - | - | - | - |
| ------ | ------ | - | - | - | - | - | - | - |
| 11 369 | 11 347 | - | - | - | - | - | - | - |

## Économie

### Activités économiques
La commune est essentiellement rurale mais comporte une grande zone industrielle, la zone industrielle des Châtelets, qui accueille notamment une usine de fabrication de chaudières appartenant au groupe italien Ariston Thermo Group. Cependant, cette entreprise (Chaffoteaux) a cessé son activité de production fin 2009 après une forte mobilisation de ses salariés. Il ne reste que le centre de recherche et développement avec 40 salariés.
Elle accueille également le Zoopôle, institut de recherche sur la santé et l'hygiène des animaux d'élevage. Ainsi au centre de pathologie porcine, des porcelets naissent sous bulle, après ablation de l'utérus de leur mère. Indemnes de microbes, consommant de l'air, de l'eau et des aliments stérilisés, ils serviront à étudier maladies infectieuses et traitements vétérinaires. Cette méthode pourrait aussi permettre de fournir aux élevages intensifs des reproducteurs de haute qualité à la fois sanitaire et génétique.
La ville possède une antenne de la Chambre de commerce et d'industrie des Côtes-d'Armor ainsi que l'ANSES.

### Transports
Ploufragan est relié au reste de l'agglomération du lundi au samedi grâce aux lignes B, 40, 90, 120 et 130, en soirée par la ligne N2 et les dimanches et jours fériés par la ligne DF2 uniquement, des Transports urbains briochins (TUB).
Bien que la commune soit traversée par la ligne de Saint-Brieuc à Pontivy, fermée à tout trafic depuis 2017, elle ne dispose pas de gare.

## Culture locale, patrimoine et tourisme

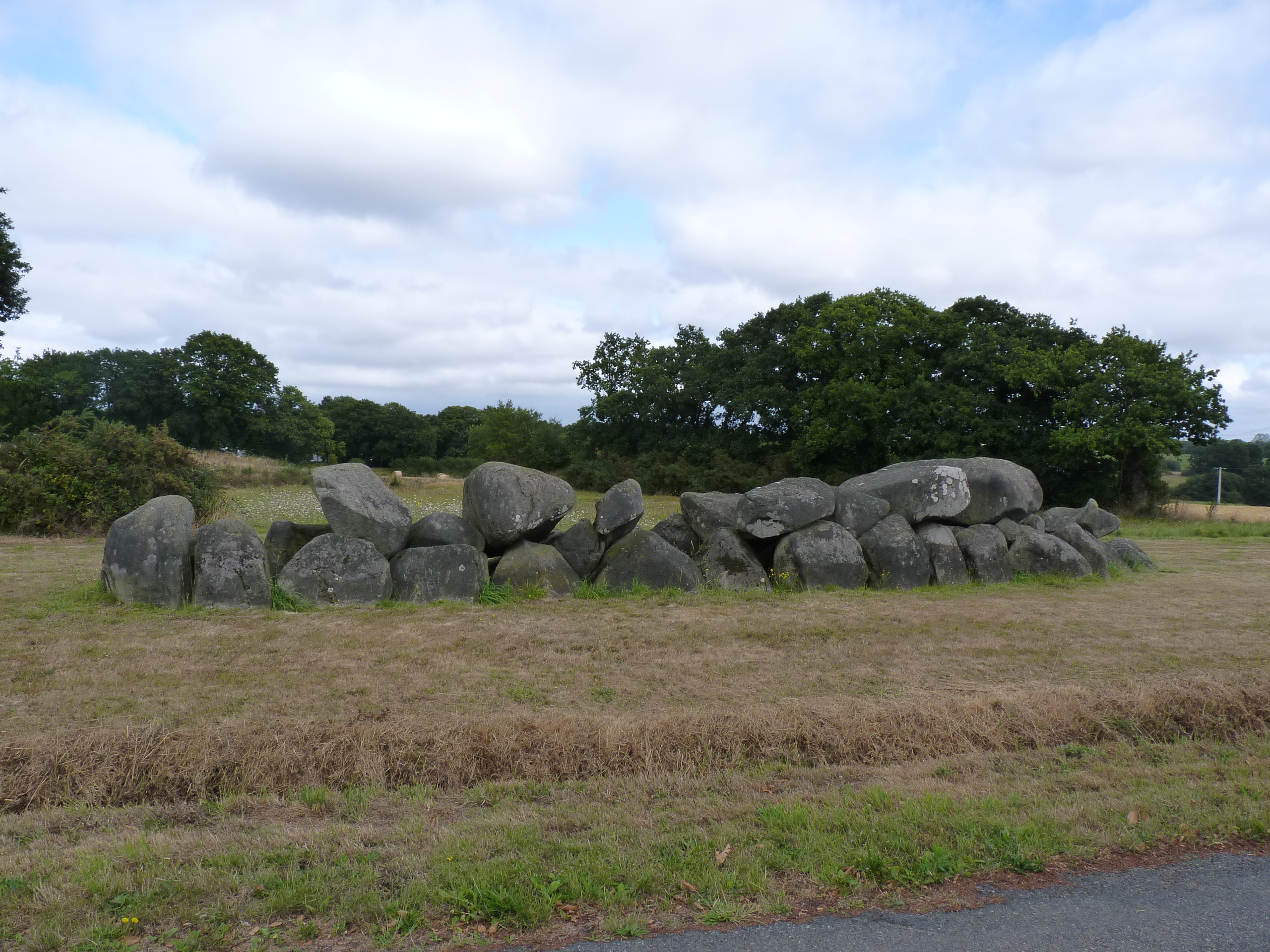
Allée couverte de la Couette

Pour toutes informations concernant la culture et le tourisme de la commune : article sur Wikivoyage.

### Patrimoine mégalithique
- L'allée couverte de la Couette classée au titre des monuments historiques[29].
- L'allée couverte du Grand Argantel ;
- L'allée couverte du Grimolet classée au titre des monuments historiques[30].
- Le Le Sabot, menhir inscrit au titre des monuments historiques[31].
- Lit de Margot, menhir couché.

### Édifices religieux

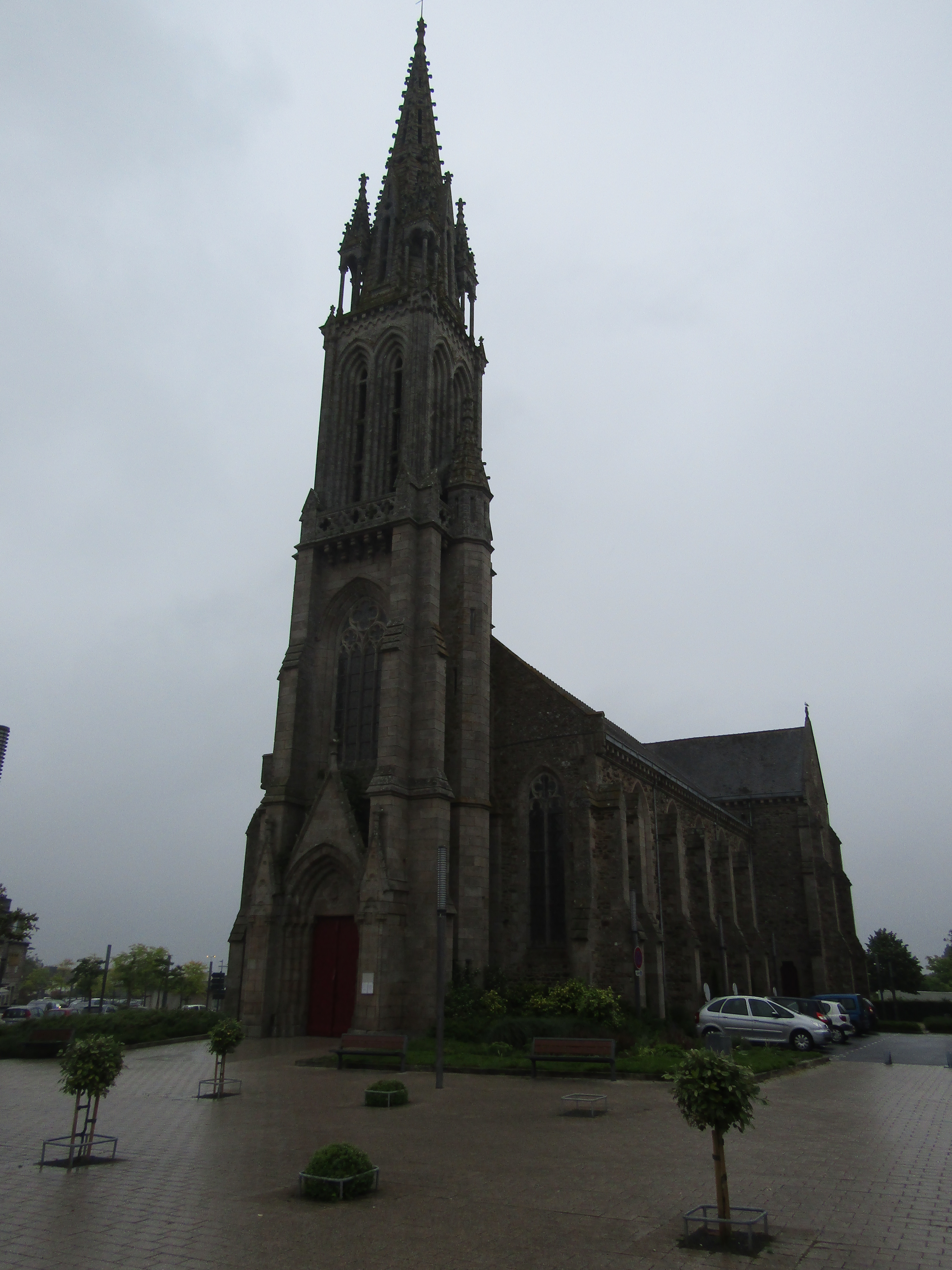
L'église Saint-Pierre.

- L'église Saint-Pierre de Ploufragan ;

### Espace culturel
Ploufragan possède un pôle culturel nommé l'Espace Victor-Hugo comprenant une médiathèque et un centre culturel, situés face à l'église, tout près de la mairie.
Des informations sur les activités de ce pôle culturel sont disponibles sur le site de la ville.

De plus, Ploufragan compte sur son territoire 7 écoles publiques, un collège public et une école privée. Elle accueille également l'école de la sécurité et de la défense du Conservatoire national des Arts et Métiers  (CNAM), le CNAM Bretagne ainsi que l'École Vaucanson.

### Sports
Le centre technique Henri Guérin de la ligue de Bretagne de football est un centre fédéral de préformation de football. Il a accueilli, entre autres, Yoann Gourcuff et Sylvain Marveaux. Il a été créé en 1995 à l’initiative d’Henri Guérin et de Paul Le Hersan. Le Tournoi des centres de formation s'y déroule tous les ans.
Jusqu'en 2012, il y avait trois clubs de football à Ploufragan : L'Association sportive de Saint-Hervé (ASSH), la Société Sportive Ouvrière Ploufraganaise (SSOP) et Gazélec Sports mais à la suite de la fusion de ces deux derniers en juillet 2012, une nouvelle entité est créée, le Ploufragan Football Club, évoluant en Régionale 2 durant la saison 2022-2023.
Le joueur de tennis professionnel Marc Gicquel a été formé à l'ATG (Amicale Tennis Griffon).
Le club de rink hockey de Ploufragan (le SPRS) joue en National 1 et a accueilli le championnat d'Europe U17 en août 2012.

## Galerie

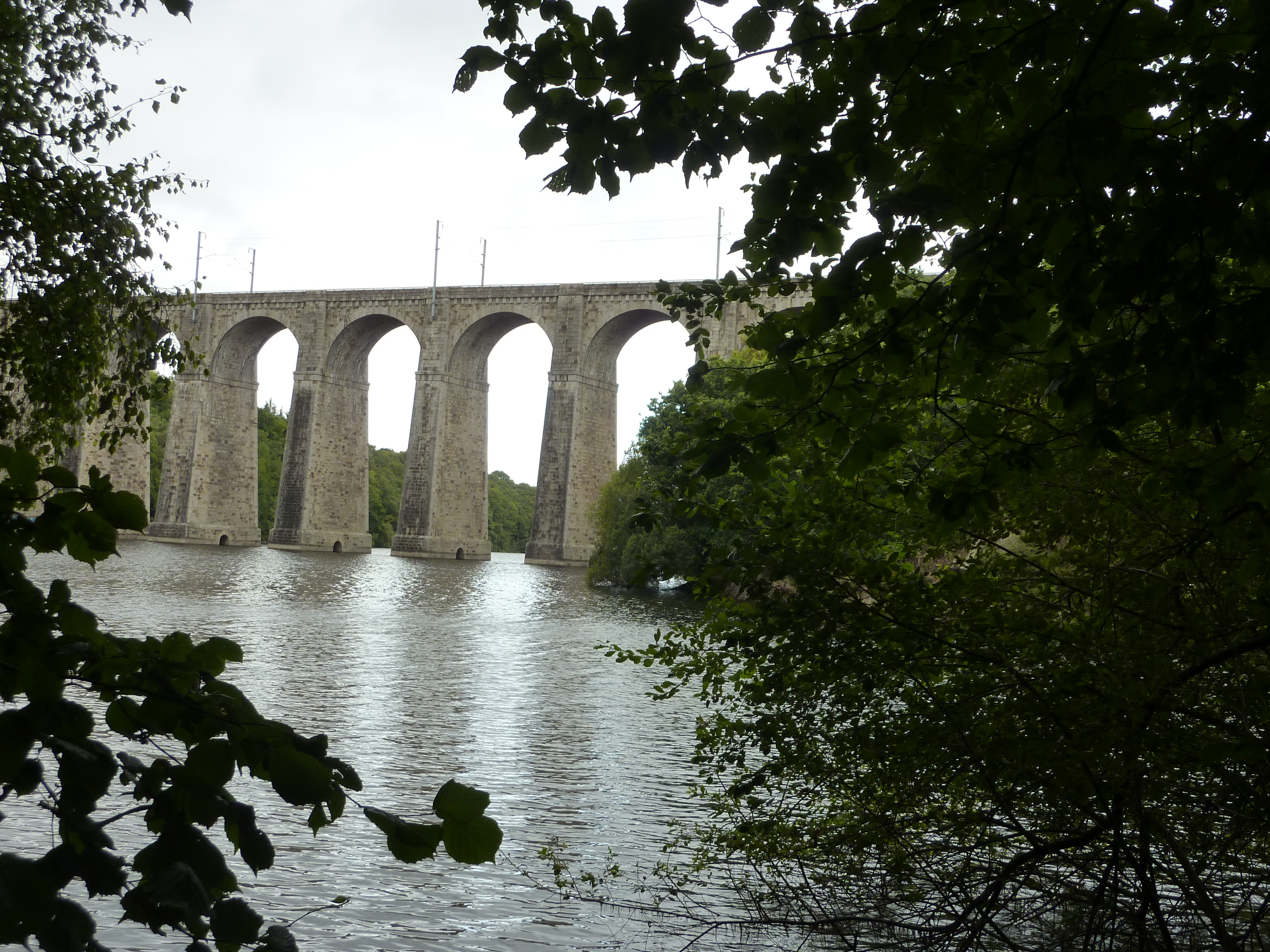
Viaduc
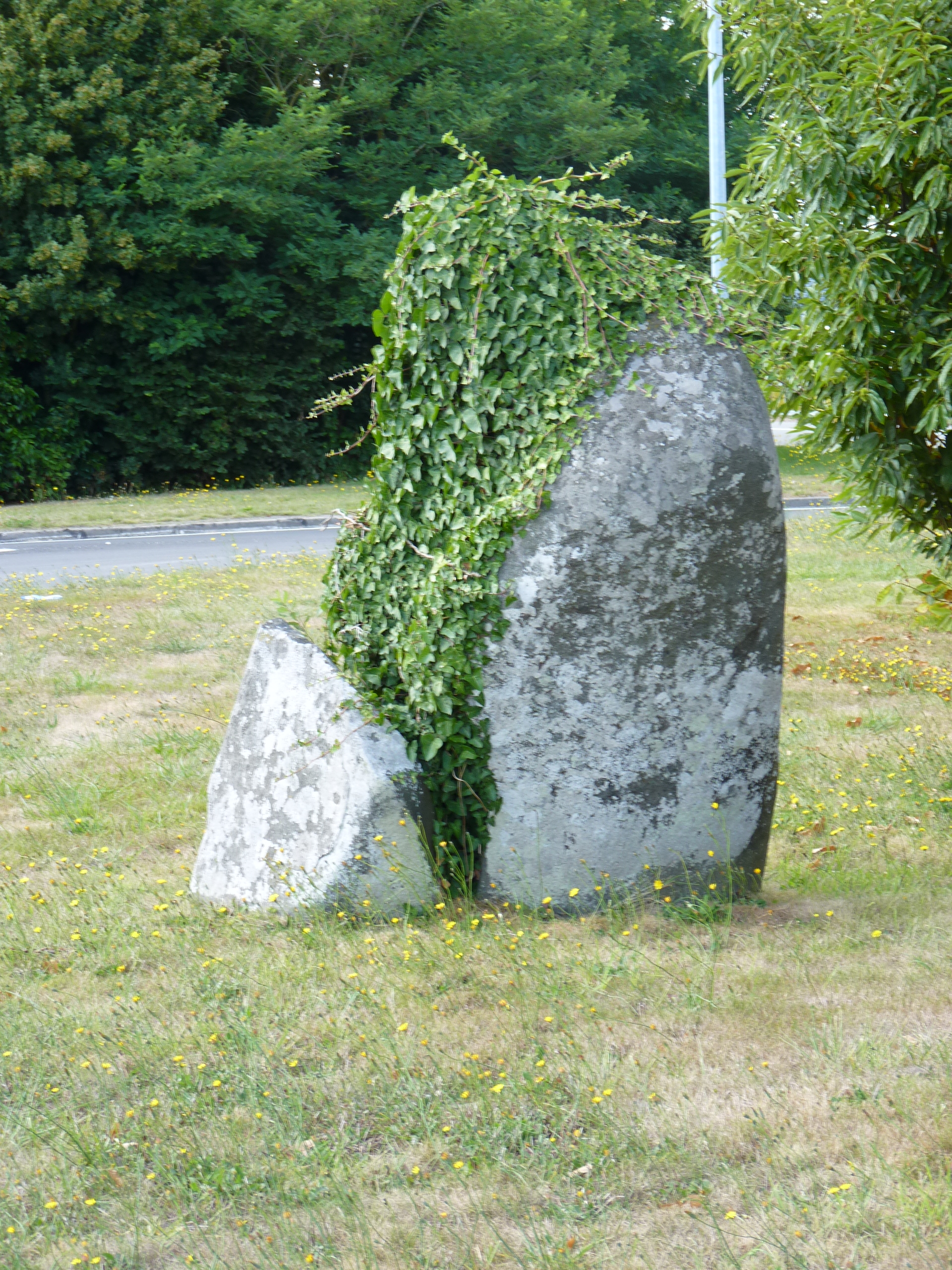
Menhir Le Sabot
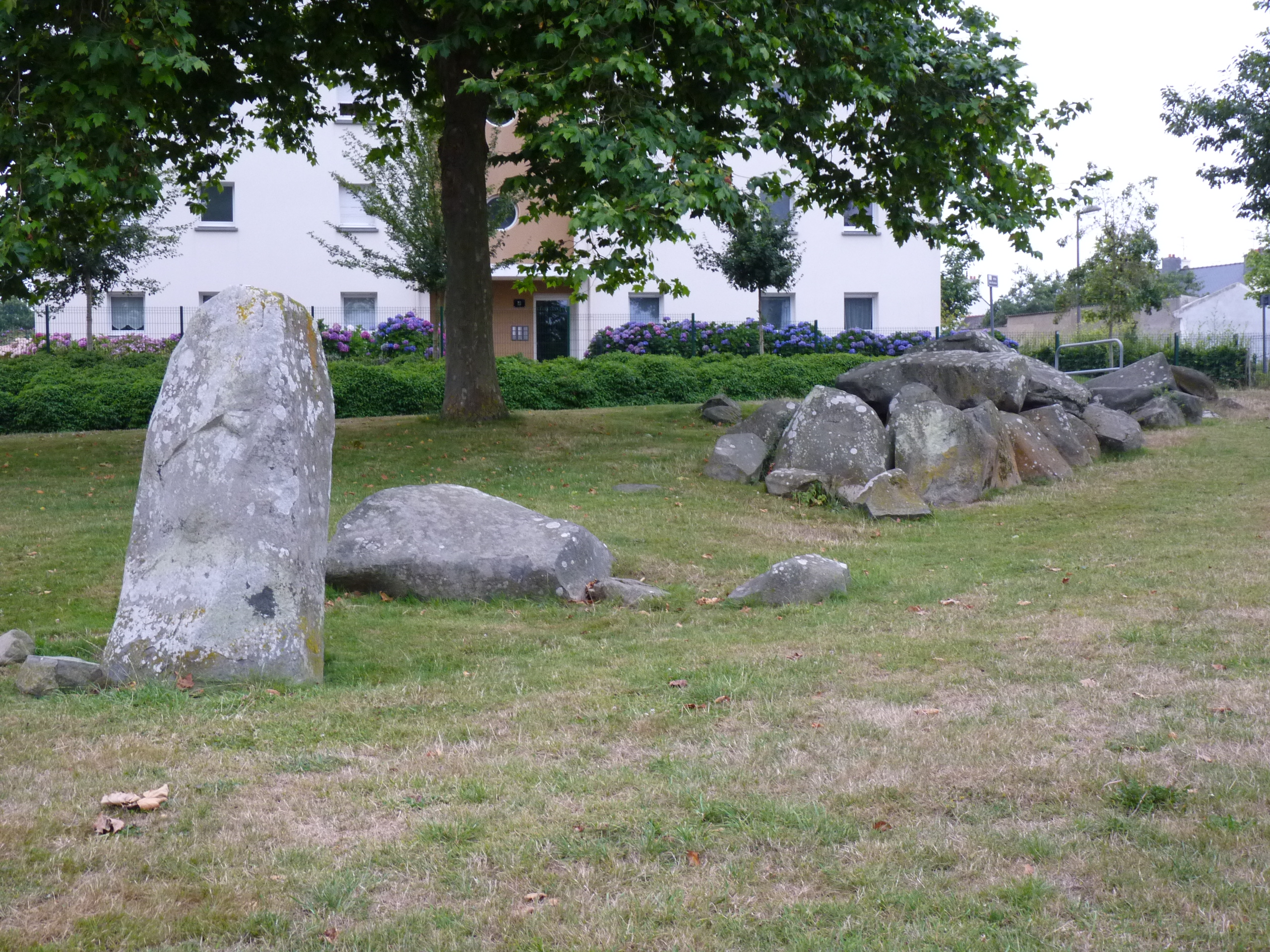
Allée couverte du Grimolet
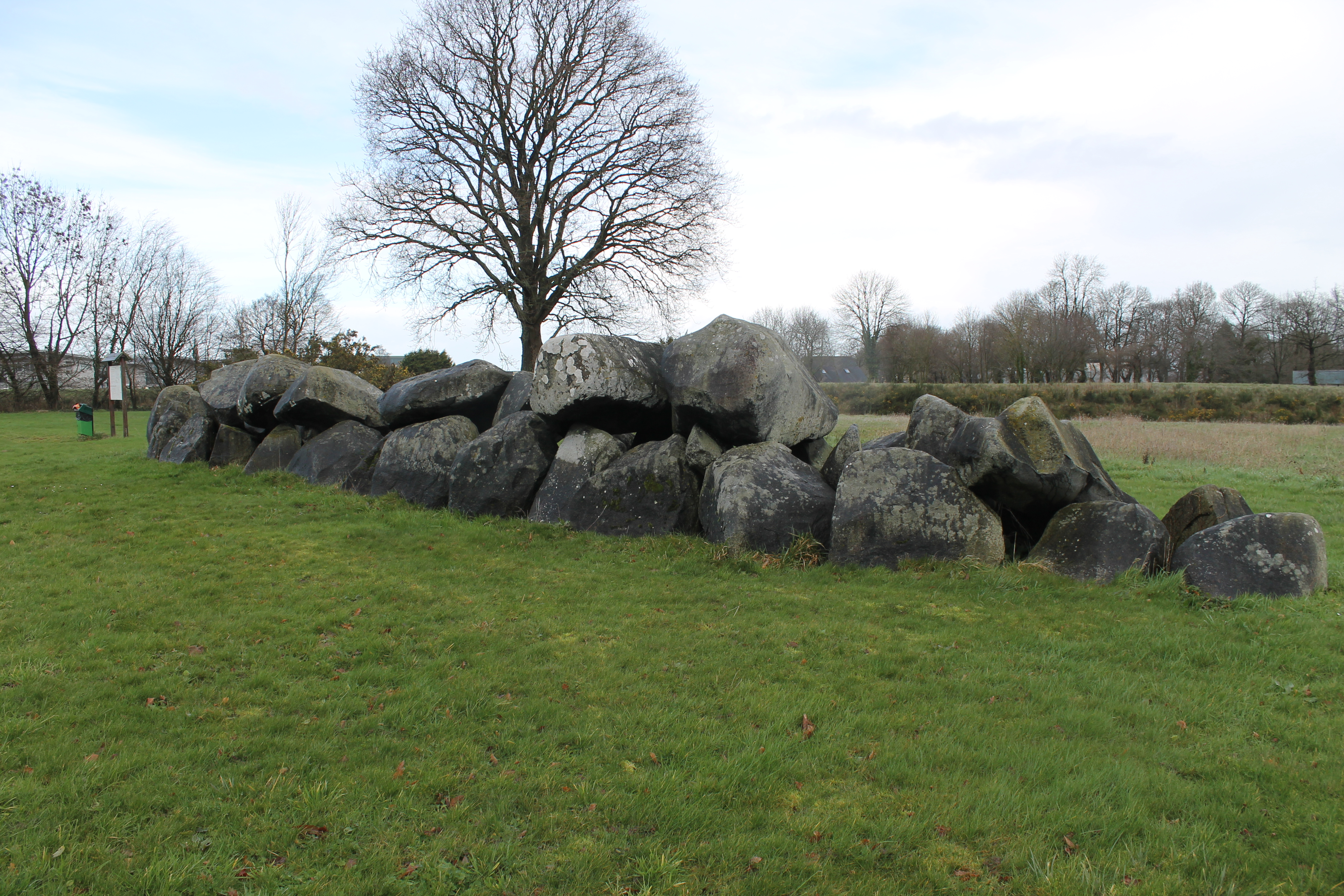
Allée couverte de la Couette